# Station Köln Hansaring
Station Keulen Hansaring (Duits: Bahnhof Köln Hansaring) is een S-Bahnstation in het stadsdeel Innenstadt van de Duitse stad Keulen. Het station ligt aan de spoorlijnen Keulen – Aken, Keulen – Neuss – Krefeld en Keulen – Bonn.
Eén van beide, in onderstaande tabel vermelde, lijnnummers S12 /S 13, of wellicht beide, zou(den) in 2019 of 2020 zijn vernummerd tot S19. Hierover ingewonnen informatie is onduidelijk, want de bronnen zijn met elkaar in tegenspraak. De website van de Deutsche Bahn noemde de lijn op 27 april 2021 S19.
Onder de naam Hansaring is het ook een metrostation van de Stadtbahn van Keulen.

## Treinverbindingen
| Serie | Treinsoort                  | Route | Bijzonderheden                                                                                          |
| ----- | --------------------------- | --- | --- |
| S 6   | S-Bahn (DB Regio NRW)       | Köln-Worringen – Köln-Nippes – Köln Hansaring – Köln Hbf – Langenfeld (Rhld) – Düsseldorf-Benrath – Düsseldorf Hbf – Ratingen Ost – Essen Hbf                       | Dienstregeling S6 geldig vanaf 10-12-2023                                                               |
| S 11  | S-Bahn (DB Regio NRW)       | Düsseldorf Luchthaven Terminal – Düsseldorf Hbf – Neuss Hbf – Norf – Nievenheim – Dormagen – Köln Hansaring – Köln Hbf – Bergisch Gladbach                          | Dienstregeling S11 geldig vanaf 10-12-2023                                                              |
| S 12  | S-Bahn (DB Regio NRW)       | Horrem – Köln-Ehrenfeld – Köln Hansaring – Köln Hbf – Porz-Wahn – Troisdorf – Siegburg/Bonn – Hennef (Sieg) – Eitorf – Au (Sieg)                                    | Dienstregeling S12 geldig vanaf 10-12-2023                                                              |
| S 19  | S-Bahn (DB Regio NRW)       | (Aachen Hbf – ) Düren – Horrem – Köln-Ehrenfeld – Köln Hansaring – Köln Hbf – Köln/Bonn Luchthaven – Troisdorf – Siegburg/Bonn – Hennef (Sieg) – Eitorf – Au (Sieg) | Rijdt alleen twee keer per nacht tussen Aachen Hbf en Düren. Dienstregeling S19 geldig vanaf 10-12-2023 |
| RB 25 | Regionalbahn (DB Regio NRW) | Köln Hansaring – Köln Hbf – Rösrath – Overath – Dieringhausen – Gummersbach – Meinerzhagen – Brügge (Westf) – Lüdenscheid                                           | Oberbergische Bahn Köln-Engelskirchen 2x per uur, 1x per uur van/naar Lüdenscheid                       |

## Stadtbahn-lijnen
|    | Route | Lengte  | Gem. snelheid | Afstand tussen haltes |
| -- | --- | ------- | ------------- | --------------------- |
| 12 | Merkenich − Niehl − Ebertplatz − Hansaring − Friesenplatz − Zollstock tussen de spitsen elke 20 minuten Merkenich-Niehl            | 17,0 km | 22,7 km/h     | 654 m                 |
| 15 | Chorweiler − Longerich − Nippes − Ebertplatz − Hansaring − Friesenplatz − Ubierring in de spits elke 5 minuten Longerich-Ubierring | 15,2 km | 24,0 km/h     | 705 m                 |

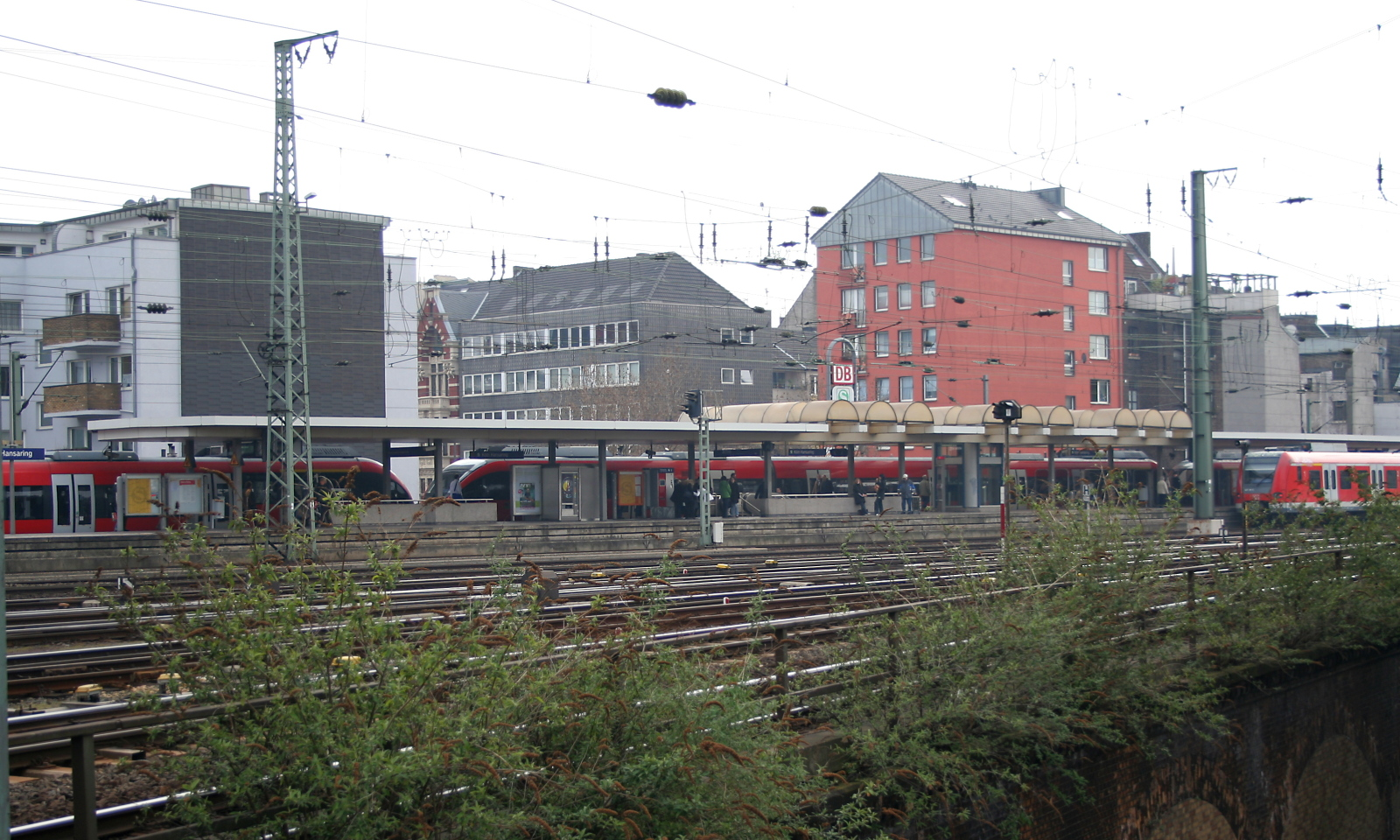
S-Bahnstation Keulen Hansaring
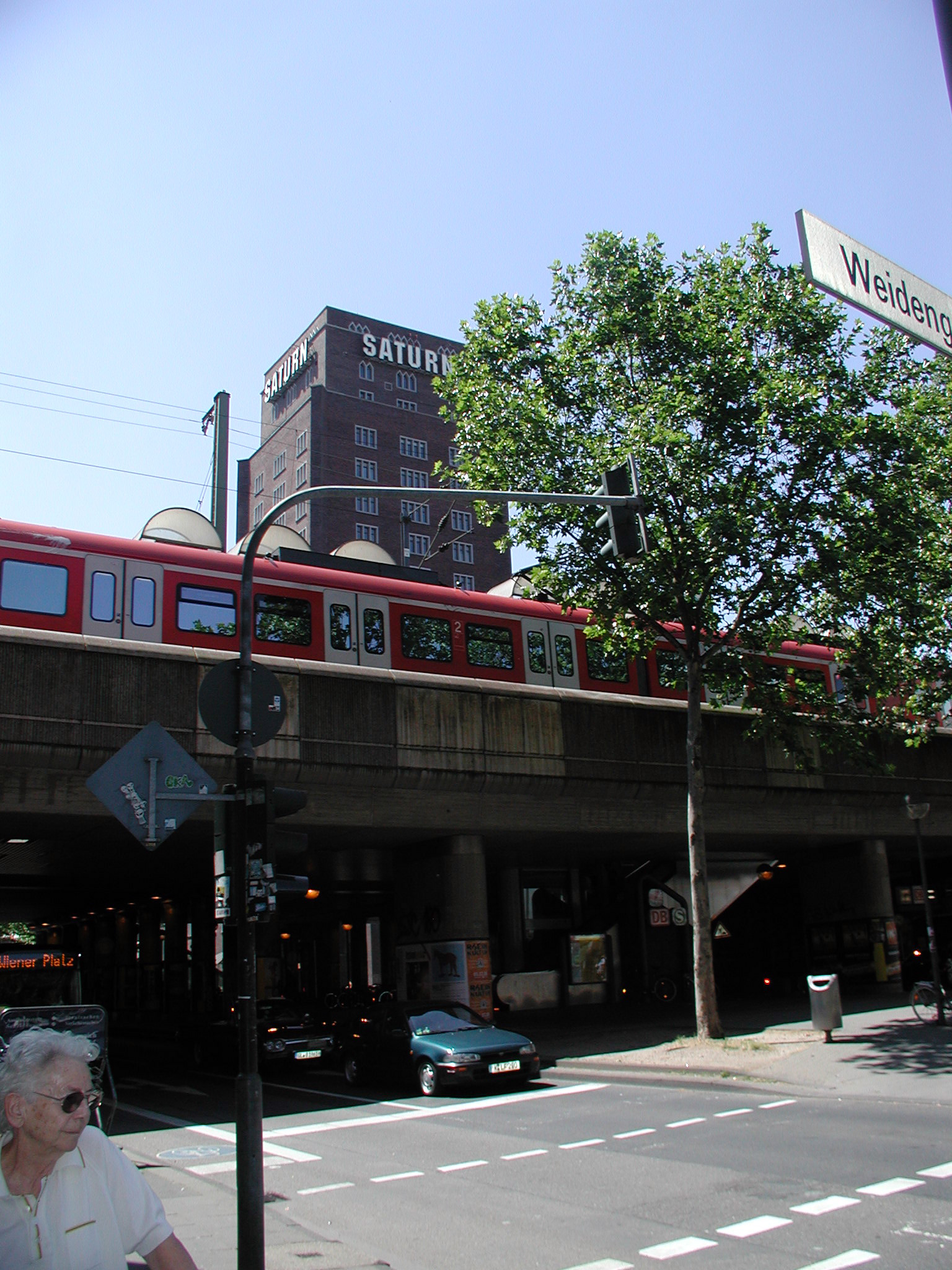
Hansaring
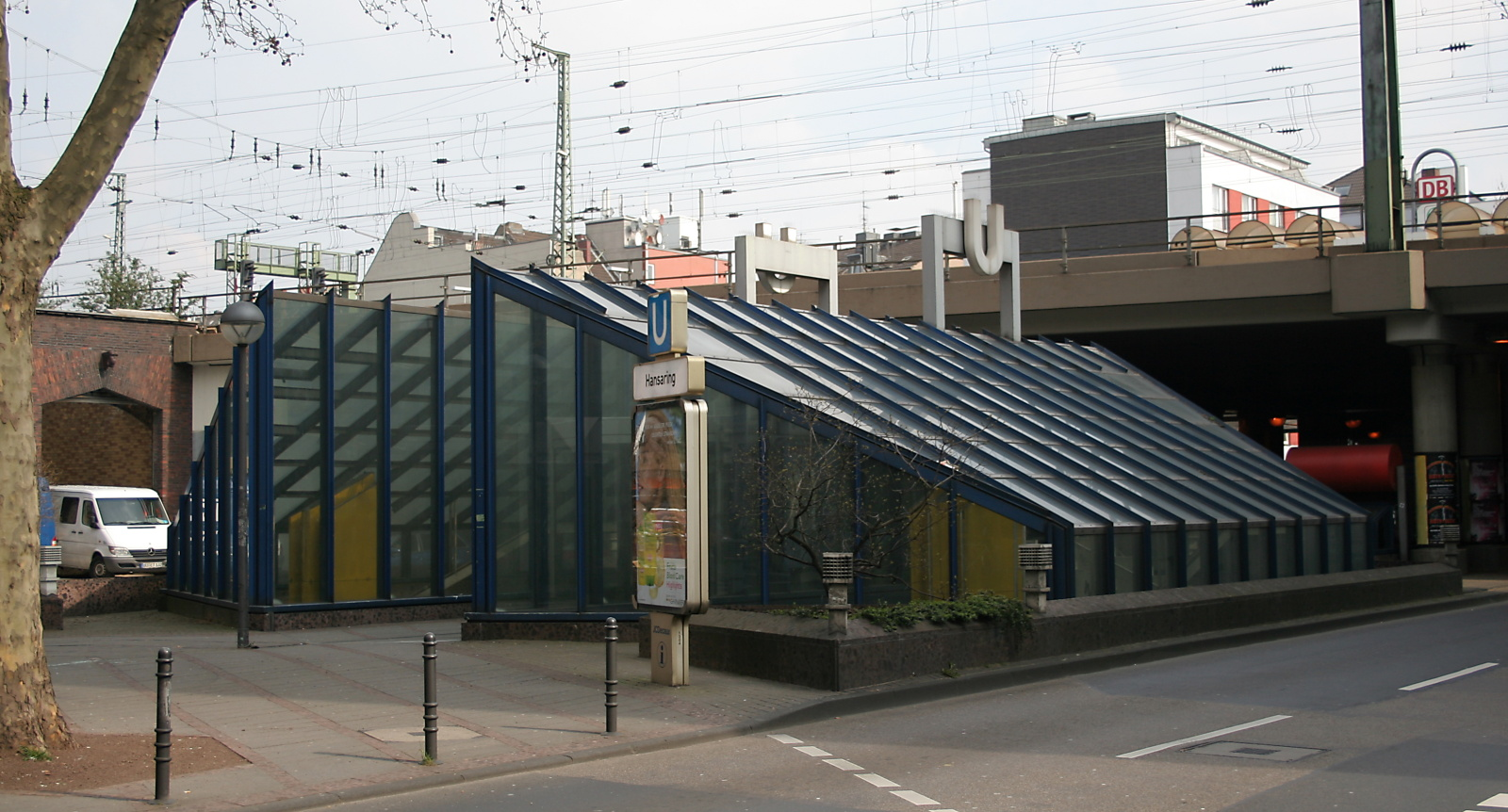
Toegang van de ondergrondse halte Hansaring
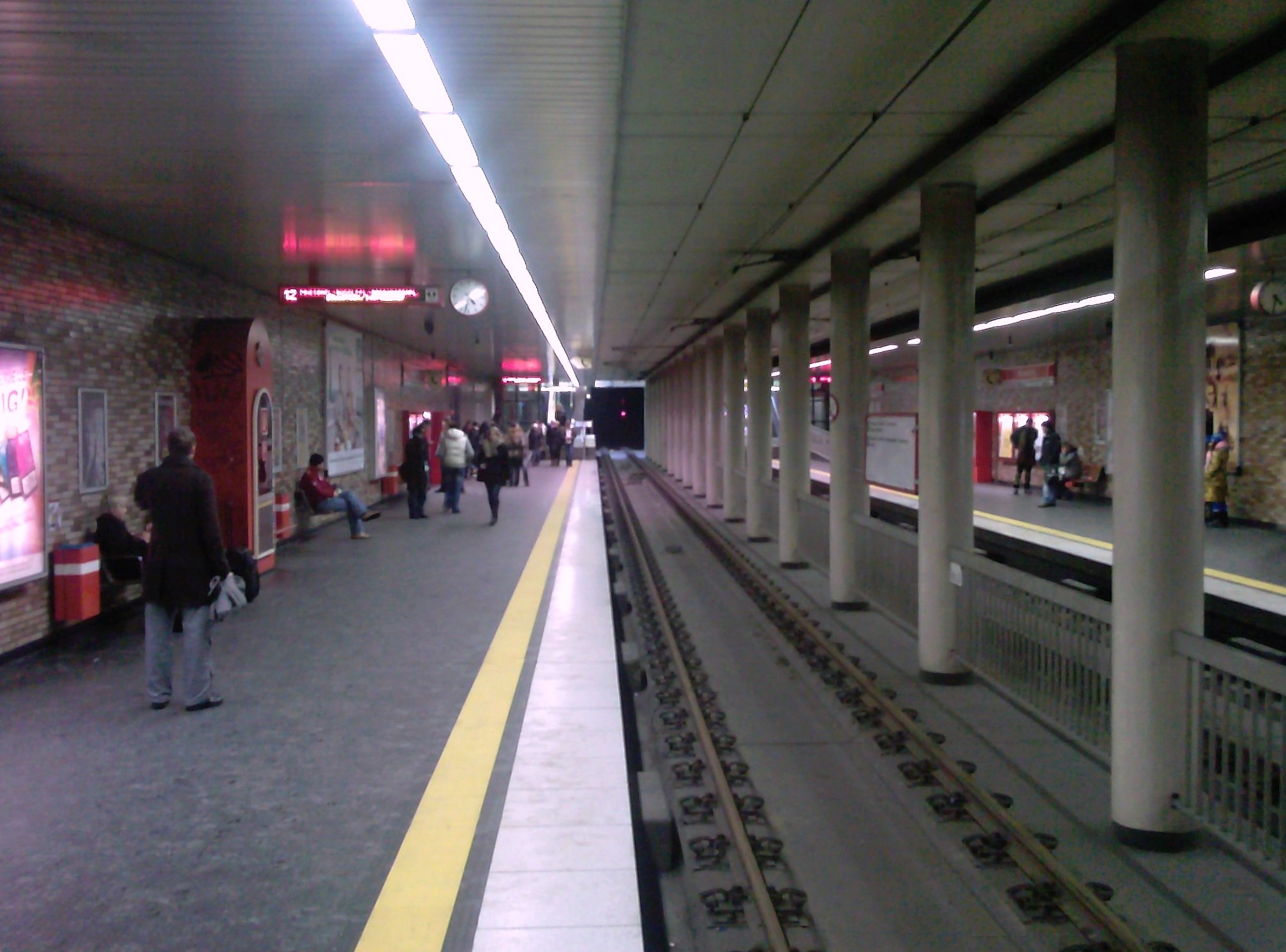
De ondergrondse halte Hansaring

0.0: Köln Hbf ·
0.8: Köln Hansaring ·
3.7: Köln-Ehrenfeld ·
5.9: Köln-Müngersdorf Technologiepark ·
9.7: Lövenich ·
11.1: Köln-Weiden West ·
13.8: Frechen-Königsdorf ·
18.7: Horrem ·
21.4: Sindorf ·
30.3: Buir ·
35.0: Merzenich ·
39.2: Düren ·
48.9: Langerwehe ·
56.9: Eschweiler Hbf ·
60.3: Stolberg (Rheinl) Hbf ·
64.9: Eilendorf ·
68.2: Aachen-Rothe Erde ·
70.2: Aachen Hbf
Düren ·
Merzenich ·
Buir ·
Sindorf ·
Horrem ·
Frechen-Königsdorf ·
Köln-Weiden West ·
Köln-Lövenich ·
Köln-Müngersdorf Technologiepark ·
Köln-Ehrenfeld ·
Köln Hansaring ·
Köln Hbf ·
Köln Messe/Deutz ·
Köln Trimbornstr ·
Köln Airport Businesspark ·
Köln Steinstraße ·
Porz (Rhein) ·
Porz-Wahn ·
Spich ·
Troisdorf ·
Siegburg/Bonn ·
Hennef (Sieg) ·
Hennef im Siegbogen ·
Blankenberg (Sieg) ·
Merten (Sieg) ·
Eitorf ·
Herchen ·
Dattenfeld ·
Schladern (Sieg) ·
Rosbach (Sieg) ·
Au (Sieg)
Essen Hbf ·
Essen Süd ·
Essen Stadtwald ·
Essen-Hügel ·
Essen-Werden ·
Kettwig ·
Kettwig Stausee ·
Hösel ·
Ratingen Ost ·
Düsseldorf-Rath ·
Düsseldorf-Rath Mitte ·
Düsseldorf-Derendorf ·
Düsseldorf Zoo ·
Düsseldorf Wehrhahn ·
Düsseldorf Hbf ·
Düsseldorf Volksgarten ·
Düsseldorf-Oberbilk ·
Düsseldorf-Eller Süd ·
Düsseldorf-Reisholz ·
Düsseldorf-Benrath ·
Düsseldorf-Garath ·
Düsseldorf-Hellerhof ·
Langenfeld-Berghausen ·
Langenfeld (Rheinland) ·
Leverkusen-Rheindorf ·
Leverkusen-Küppersteg ·
Leverkusen Mitte ·
Bayerwerk ·
Köln-Stammheim ·
Köln-Mülheim ·
Köln-Buchforst ·
Köln Messe/Deutz ·
Köln Hbf ·
Köln Hansaring ·
Köln-Nippes